# 子 (十二支)
子（ね、し）は、十二支のひとつ。通常十二支の中で第1番目（一番初め）に数えられる。子年（ねずみどし）とも言う。
前年は亥（い）、次年は丑（うし）である。

## 概要
- 子年は、西暦年を12で割って4が余る年が子の年となる（日本では新暦1月1日に始まるが、中国では旧暦1月1日に始まる）。なお、年を表す時の別名は困敦[1]。
- 子の月は旧暦11月（概ね新暦12月）。
- 子の刻（ねのこく）は深夜0時を中心とする約2時間。午の時刻の中心となる昼12時（正午）に対して、子の刻の中心である深夜0時を正子（しょうし）や子夜（しや）と言う。
- 深夜0時の正子は二十四節気の冬至に該当する。
- 動物の名前は鼠。
- 子の方角は北。「子午線」は「北-南の線」といった意味。
- 五行は水気。
- 陰陽は陽。
- なお、現在の暦では子年は通常閏年となっている（他に辰年、申年も同様）。子年で閏年にならない年は、前回は1900年、次回は2200年であり、必ず干支は庚子となる。
- 反対側は、午（うま）。

## 伝承
『漢書』律暦志によると子は「孳」（し：「ふえる」の意味）。新しい生命が種子の中に萌し始める状態を表しているとされる。
後に覚え易くするために動物の鼠が割り当てられた。
以下のような話が伝わっている。神が十二支の動物を決める際、家の門の前に来た順番に決めることにした。牛は動きが遅いからと真っ先に出かけ、一番に門の前についた。しかし、門が開けられる時、牛の頭の上に乗っていた鼠が牛の前に飛び出たので、鼠が一番になったという。なお、猫も十二支に入れてもらおうと準備をしていたが、鼠が集合の日をわざと間違えて教えたので十二支に入ることができなかった。それで今でも猫は鼠を追いかけ回すのだという。
ほかの話として、候補の動物たちが順番を投票で決められることとなった。しかし鼠は「私は体が小さくて、誰の目にも入りません」と言った。神は承知して、ネズミを大きくした。人々は大きなネズミに驚いて、ネズミを1番に投票した。
株式相場の格言に「辰巳天井、午尻下がり、未辛抱、申酉騒ぐ。戌は笑い、亥固まる、子は繁栄、丑はつまずき、寅千里を走り、卯は跳ねる」があり、子年の相場は繁栄するといわれる。
また、子年には政変が起きやすいジンクスがあり、実際に戦後（1945年以降）の子年で7回中（2020年時点）、6回政権交代が発生している。

## 子を含む干支
- 甲子（1の位が4の年）
- 丙子（1の位が6の年）
- 戊子（1の位が8の年）
- 庚子（1の位が0の年）
- 壬子（1の位が2の年）